# زانکوویچی
زانکوویچی (به لاتین: Zankovići) یک منطقهٔ مسکونی در مونته‌نگرو است که در شهرداری بار واقع شده‌است. زانکوویچی ۳۰۵ نفر جمعیت دارد.